# Adamka (potok)
Adamka je potok na horní Oravě, na území okresu Námestovo. Je to pravostranný přítok Bílé Oravy, měří 4 km a je tokem IV. řádu.

## Pramen
Pramení v Oravské Maguře, v geomorfologickém podcelku Budín, na jihozápadním svahu Magurky (1 107,2 m n. m.), v oblasti Sedla pod Magurka, v nadmořské výšce přibližně 975 m n. m.

## Popis toku
V pramenné oblasti přibírá dvě krátké pravostranné zdrojnice, teče severozápadním směrem, obloukem se pak přechodně stáčí na sever a vstupuje do Oravské kotliny. Následně pokračuje severoseverozápadním směrem na pomezí obcí Ťapešovo a Vavrečka, zprava se odděluje vedlejší rameno, které pokračuje přes Vavrečku na sever a ústí do sousední Vavrečanky. Hlavní tok Adamky se západně od obce Vavrečka vlévá v nadmořské výšce cca 615 m n. m. do Bílé Oravy.

## Jiné názvy
- Veliký potok
- Vavrečský potok
- Javorina
- Črtisko, Čertisko